# Ikast KFUM Volley 2016-2017 (femminile)
Questa voce raccoglie le informazioni riguardanti l'Ikast KFUM Volley nelle competizioni ufficiali della stagione 2016-2017.

## Organigramma societario
Area direttiva
- Presidente: Erik Kreuzfeldt
- Segreteria: Lisa Østergaard

Area organizzativa
- Tesoriere: Anja Kjærsgaard
- Magazziniere: Poul Kastbjerg
- Sponsorizzazione: Johannes Elbæk

Area tecnica
- Allenatore: Mats Björkman
- Allenatore in seconda: Peder Dahl
- Assistente allenatore: Louise Mortensen

Area comunicazione
- Responsabile comunicazioni: Lisa Østergaard

## Rosa
| N° | Nome                   | Ruolo | Data di nascita   | Nazionalità sportiva |
| -- | ---------------------- | ----- | ----------------- | -------------------- |
| 1  | Anne Christophersen    | L     | 29 ottobre 1997   | Norvegia             |
| 2  | Emilia Hundebøll       | S/O   | 24 dicembre 1992  | Danimarca            |
| 3  | Charlene Johnsen       | C     | 9 settembre 2000  | Danimarca            |
| 4  | Helena Elbæk           | S     | 21 luglio 1998    | Danimarca            |
| 5  | Urd Tormóðsdóttir      | C     | 5 maggio 1993     | Fær Øer              |
| 6  | Julie Jensen           | S     | 20 aprile 1998    | Danimarca            |
| 7  | Eva Nagata             | S     | 1º settembre 1997 | Danimarca            |
| 8  | Emma Björkman          | P     | 14 aprile 1999    | Danimarca            |
| 9  | Reyhane Nousavi        | S     | 29 dicembre 1998  | Iran                 |
| 10 | Eyð Guðrunsdóttir      | S     | 19 ottobre 1991   | Fær Øer              |
| 11 | Isabella Sørensen      | P     | 13 settembre 1995 | Danimarca            |
| 12 | Line Søgaard           | L     | 28 luglio 1992    | Danimarca            |
| 13 | Ditte Hansen           | L     | 17 marzo 1997     | Danimarca            |
| 14 | Saulė Šeščilaitė       | P     | 13 ottobre 1992   | Lituania             |
| 15 | Sara Hansen            | C     | 25 gennaio 1998   | Danimarca            |
| 16 | Nanna Jensen           | L     | 13 ottobre 1998   | Danimarca            |
| 17 | Súsanna Sólrunardóttir | C     | 2 aprile 1997     | Danimarca            |
| 18 | Camilla Iversen        | S/O   | 30 gennaio 1999   | Danimarca            |